# Peloponnesiske Krig
Den Peloponnesiske Krig udbrød i 431 f.Kr. mellem Athen (med hjælp fra Det Deliske Søforbund) og det Peloponnesiske Forbund med Sparta og Korinth. Krigen varede i 27 år til 404 f.Kr. med en våbenhvile midtvejs. I årene op til den peloponnesiske krig var der en stigende uenighed mellem Sparta og Athen, som skyldes, at Sparta var utilfreds med Athens spirende imperialisme, og at Sparta ønskede sig mere politisk magt. Det var samtidig et opgør mellem den demokratiske tradition i Athen og den aristokratisk-oligargiske styreform i Sparta. Ingen af parterne ønskede en krig, men da Korinths koloni Korkyra (nu Korfu) prøvede at svinge over til Athen (og på den måde afskære det peloponnesiske forbund fra den meget indbringende handel med de græske kolonier i Italien), meldte Sparta Athen krig.
Den vigtigste kilde til krigen er Den peloponnesiske krigs historie af historikeren Thukydid, som er oversat til dansk af Claus Friisberg.
Krigen begyndte med, at spartanerne belejrede Athen i 431 f.Kr. men de vovede ikke at angribe byen. 
Næste år blev Athen ramt af en grufuld pest og en tredjedel af befolkningen døde. Spartanerne undlod at angribe, da de var bange for pesten.
Athen rejste sig og kom endda så tæt på sejren, at de afviste Spartanernes fredstilbud. Det skulle de aldrig have gjort, for ved det afgørende slag led athenerne et knusende nederlag.
I 415 f.Kr. rejste Athenerne på felttog til Sicilien under ledelse af Alkibiades. Athen fortrød og beordrede Alkibiades til at sende flåden tilbage til Athen, men han nægtede, og athenerne dømte ham til døden. Alkibiades søgte nu forbund med spartanerne. Da han kendte til Athens svagheder, lykkedes det ham at bringe Athen til fald.
Alkibiades blev taget til nåde og valgt til hærfører. Under hans ledelse gik det stærkt tilbage for spartanerne, som måtte søge hjælp hos perserne. I år 406 f.Kr. blev Alkibiades afsat som hærfører på grund af et mindre tilbageslag. Det kom til at betyde stor tilbagegang for athenerne, og flåden gik endeligt tabt i år 404 f.Kr. Athen måtte overgive sig og godtage Spartas fredsbetingelser.